# Hermes Ludovisi
O Hermes Ludovisi é uma famosa escultura do deus grego Hermes. Foi talhada em mármore itálico e é tida como uma cópia romana do século I de um bronze original de meados do século V a.C., que tradicionalmente é atribuído ao jovem Fídias, e às vezes a Míron.
Foi encontrada em Âncio e adquirida pelo cardeal Ludovico Ludovisi. Hoje permanece em exibição no Palácio Altemps do Museu Nacional Romano, em Roma, na Itália. A estátua tem 1,83 metro de altura e representa o deus nu, na clássica postura do contrapposto, com uma perna fletida em descanso e a outra suportando o peso do corpo. Tem um chapéu (pétaso) na cabeça, sobre o braço esquerdo cai um manto (himation), e na mão esquerda, baixada ao lado do corpo, segurava originalmente um caduceu. C. Jenkins pensa que seja a mais antiga representação de Hermes como um jovem nu e imberbe, quando no período arcaico anterior era usual mostrá-lo como um homem maduro, barbado e vestido. Originalmente pode ter representado Hermes em sua qualidade de psicopompo (guia das almas no mundo pós-morte), mas seu braço direito, estendido para a frente, é um restauro de Alessandro Algardi que conformou a estátua na qualidade de deus da eloquência, daí ser também conhecida pelo apelido Hermes Orador (Hermes logios, em grego).
A posição original do braço direito, erguido para cima em direção à cabeça, pode ser vista em uma cópia romana em excelentes condições preservada no Museu do Louvre, esculpida por Cleômenes com a cabeça retratando o general Marco Cláudio Marcelo. Entre os romanos era um hábito comum usar uma obra famosa como base para um retrato de imperadores e outras personalidades eminentes. Considerando a existência de várias cópias e derivações do Hermes Ludovisi, a estátua original deve ter sido um modelo muito apreciado.